# 略切瓜區
12°24′S 73°54′W / 12.4°S 73.9°W
略切瓜區（西班牙語：Distrito de Llochegua），是秘魯的一個區，位於該國中南部阿亞庫喬大區的萬塔省，始建於2000年9月14日，面積713.7平方公里，海拔高度530米，2005年人口11,897，人口密度每平方公里17人。